# Maratón des Sables

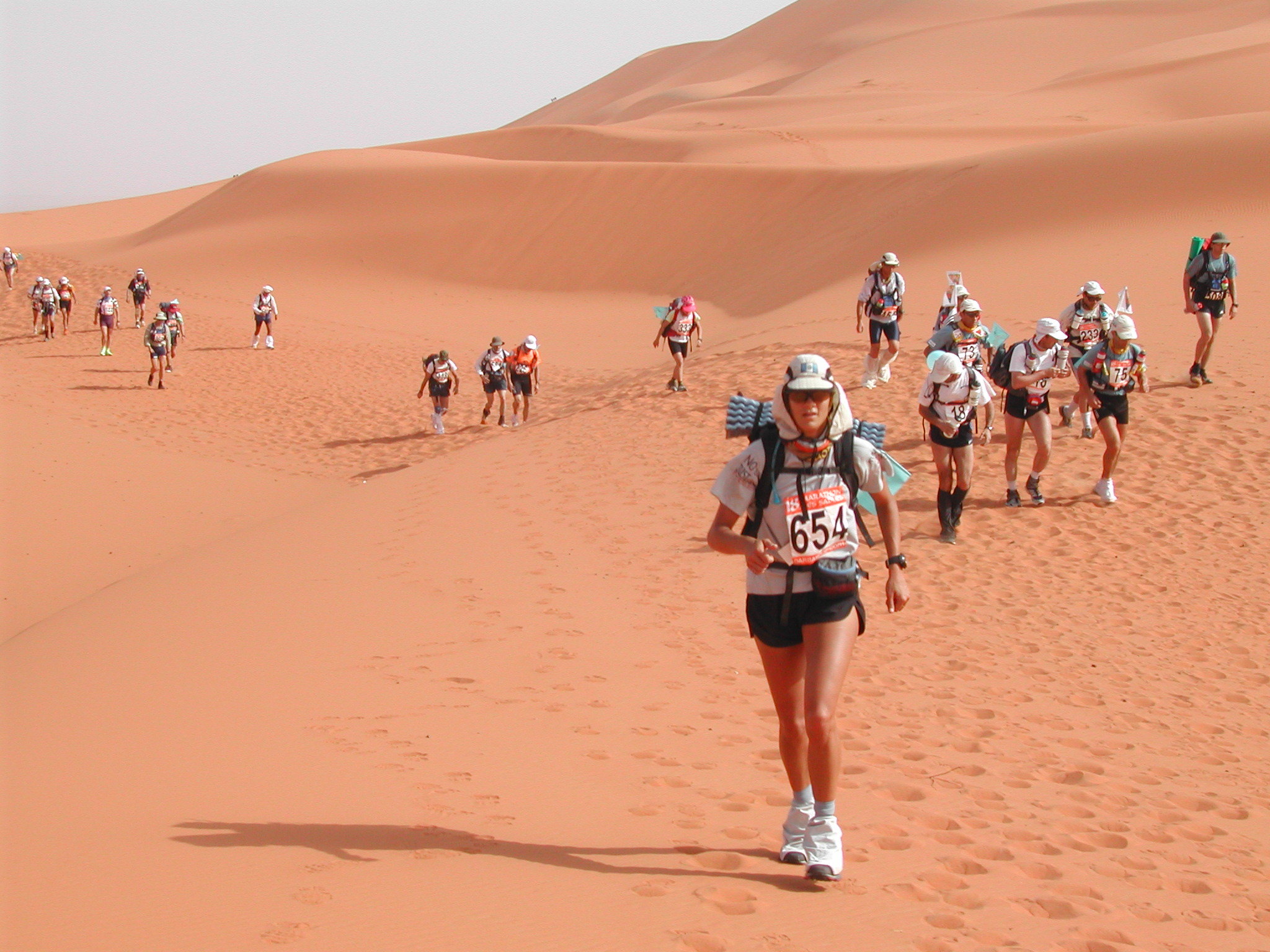
El Maratón des Sables de 2003 en el desierto del Sahara, con la atleta Toti Fernández a la cabeza.

El  Maratón des Sables (MDS) (en castellano, Maratón de las Arenas) es una exigente carrera por etapas considerada una de las carreras más duras del mundo, que desde el año 1986 organiza el francés Patrick Bauer en Marruecos. Tiene 250 kilómetros y dura 7 días. Hay 6 etapas: cinco etapas entre 20 y 40 kilómetros y una etapa de unos 80 kilómetros. Es una prueba de autosuficiencia por lo que cada corredor debe llevar su propio alimento, bolsa de dormir y otras herramientas.

## Condiciones
Los corredores llevan artículos personales y alimentos para toda la carrera. Los organizadores proporcionarán sólo el agua diariamente (cerca de 9 litros, dependiendo de la duración de las etapas) y una tienda abierta disponible. El rotor debe estar equipado con un equipo mínimo de supervivencia, como una bolsa de dormir, kit de mordedura de serpiente y 2.000 kcal de energía por día. El recorrido de la carrera cambia anualmente, generalmente consiste en llanuras rocosas, lechos de ríos secos y dunas de arena, con sólo ocasionalmente pequeños pueblos. La temperatura alcanza durante el día 40 °C o más, mientras que en la noche puede caer mucho. El curso está limitado a 800 participantes. El único requisito de los corredores es una salud robusta, la cual es revisada. 
En 1994, ocurrió un incidente dramático, el participante italiano Mauro Prosperi se perdió en una tormenta de arena y tras nueve días, se encontró en Argelia con los nómadas.     
En 2007, falleció Bernard Jule a pesar de su excelente estado de salud.

## Ganadores
| Fecha | Vencedor            | País      |
| ----- | ------------------- | --------- |
| 2023  | Mohamed El Morabity | Marruecos |
| 2022  | Rachid El Morabity  | Marruecos |
| 2021  | Rachid El Morabity  | Marruecos |
| 2019  | Rachid El Morabity  | Marruecos |
| 2018  | Rachid El Morabity  | Marruecos |
| 2017  | Rachid El Morabity  | Marruecos |
| 2016  | Rachid El Morabity  | Marruecos |
| 2015  | Rachid El Morabity  | Marruecos |
| 2014  | Rachid El Morabity  | Marruecos |
| 2013  | Mohamad Ahansal     | Marruecos |
| 2012  | Salameh Al Aqra     | Jordania  |
| 2011  | Rachid El Morabity  | Marruecos |
| 2010  | Mohamad Ahansal     | Marruecos |
| 2009  | Mohamad Ahansal     | Marruecos |
| 2008  | Mohamad Ahansal     | Marruecos |
| 2007  | Lahcen Ahansal      | Marruecos |
| 2006  | Lahcen Ahansal      | Marruecos |
| 2005  | Lahcen Ahansal      | Marruecos |
| 2004  | Lahcen Ahansal      | Marruecos |
| 2003  | Lahcen Ahansal      | Marruecos |
| 2002  | Lahcen Ahansal      | Marruecos |
| 2001  | Lahcen Ahansal      | Marruecos |
| 2000  | Lahcen Ahansal      | Marruecos |
| 1999  | Lahcen Ahansal      | Marruecos |
| 1998  | Mohamad Ahansal     | Marruecos |
| 1997  | Lahcen Ahansal      | Marruecos |
| 1996  | André Derksen       | Rusia     |
| 1995  | André Derksen       | Rusia     |
| 1994  | André Derksen       | Rusia     |
| 1993  | Mohamed Bensalah    | Marruecos |
| 1992  | Mohamed Bensalah    | Marruecos |
| 1991  | Hassan Sebtaoui     | Francia   |
| 1990  | Hassan Sebtaoui     | Francia   |
| 1989  | Hassan Sebtaoui     | Francia   |
| 1988  | Bernard Gaudin      | Francia   |
| 1987  | Bernard Gaudin      | Francia   |
| 1986  | Michel Galliez      | Francia   |

| Fecha | Vencedora                 | País           |
| ----- | ------------------------- | -------------- |
| 2023  | Maryline Nakache          | Francia        |
| 2022  | Anna Comet Pascua         | España         |
| 2021  | Aziza Raji                | Marruecos      |
| 2019  | Ragna Debats              | Países Bajos   |
| 2018  | Magdalena Boulet          | Estados Unidos |
| 2017  | Elisabeth Barnes          | Suecia         |
| 2016  | Natalia Sedykh            | Rusia          |
| 2015  | Elisabeth Barnes          | Suecia         |
| 2014  | Nikki Kimball             | Estados Unidos |
| 2013  | Meghan Hicks              | Estados Unidos |
| 2012  | Laurence Klein            | Francia        |
| 2011  | Laurence Klein            | Francia        |
| 2010  | Mònica Aguilera Viladomiu | España         |
| 2009  | Touda Didi                | Marruecos      |
| 2008  | Touda Didi                | Marruecos      |
| 2007  | Laurence Klein            | Francia        |
| 2006  | Géraldine Courdesse       | Francia        |
| 2005  | Simone Kayser             | Luxemburgo     |
| 2004  | Simone Kayser             | Luxemburgo     |
| 2003  | Magali Juvenal            | Francia        |
| 2002  | Simone Kayser             | Luxemburgo     |
| 2001  | Franca Fiacconi           | Italia         |
| 2000  | Pascal Martin             | Francia        |
| 1999  | Lisa Smith                | Estados Unidos |
| 1998  | Rosanna Pellizzari        | Italia         |
| 1997  | Anke Molkenthin           | Alemania       |
| 1996  | Béatrice Reymann          | Francia        |
| 1995  | Valentina Liakhova        | Rusia          |
| 1994  | Irina Petrovna            | Rusia          |
| 1993  | Monique Frussote          | Francia        |
| 1992  | Monique Frussote          | Francia        |
| 1991  | Monique Frussote          | Francia        |
| 1990  | Claire Garnier            | Francia        |
| 1989  | Marie-Claude Battistelli  | Francia        |
| 1988  | Marie-Ange Malcuit        | Francia        |
| 1987  | Marie-Ange Malcuit        | Francia        |
| 1986  | Christiane Plumere        | Francia        |

- Datos: Q1892382
- Multimedia: Marathon des Sables / Q1892382